# Rhododendron macrophyllum
 (mai 2023).
Si vous disposez d'ouvrages ou d'articles de référence ou si vous connaissez des sites web de qualité traitant du thème abordé ici, merci de compléter l'article en donnant les références utiles à sa vérifiabilité et en les liant à la section « Notes et références ».
Espèce
Classification phylogénétique
Rhododendron macrophyllum est une espèce de plantes à fleurs de la famille des Ericaceae.  Elle fait partie des Rhododendron. C'est un arbuste natif de l’Ouest de l’Amérique du Nord.

## Habitat
On la retrouve de la Colombie-Britannique (Canada) jusqu'à la baie de Monterey en Californie. Elle croît essentiellement dans les zones proches de l’océan.

## Description
Elle mesure entre 2 mètres et 9 mètres de haut. Ses feuilles font entre 7 cm et 23 cm pour 3 cm à 7 cm de large. Les fleurs font entre 3 cm et 4 cm environ de long. La corolle possède cinq pétales et est de couleur rose avec parfois quelques variantes. Ces arbustes sont sempervirents.
Ils poussent dans des zones dégagées comme le long des routes ou dans des zones déforestées ou anciennement incendiées. Ces arbres ont, en outre, la faculté de repousser à partir de la souche après un incendie.

## Histoire
Archibald Menzies découvrit cette espèce, ainsi qu'un arbousier, Arbutus menziesii, en mai 1792 lorsque George Vancouver et lui firent leur second débarquement après avoir quitté l’île d’Hawaii. Des graines furent envoyées en Angleterre, en 1850, par William Lobb. Néanmoins, cette espèce, en raison de la difficulté à la faire pousser en culture, a été boudée des horticulteurs en faveur d’autres espèces parfois plus décoratives.

## Symbole
Ce rhododendron est la fleur symbole de l’État du Washington aux États-Unis.

## Synonyme
- Rhododendron californicum Hook.

## Biographie
- (en) Davidian, H. H. The Rhododendron Species, Volume III - Elepidotes continued. 1992.  Timber Press.   (ISBN 978-0-88192-168-7).
- (en) Cox, Peter A. & Kenneth N.E. The Encyclopedia of Rhododendron Species. 1997. Glendoick Publishing.  (ISBN 978-0-9530533-0-8).